# Lijst van voetbalinterlands Salomonseilanden - Vanuatu
Deze lijst van voetbalinterlands is een overzicht van alle officiële voetbalwedstrijden tussen de nationale teams van de Salomonseilanden en Vanuatu. De landen hebben tot op heden 31 keer tegen elkaar gespeeld. De eerste ontmoeting was een wedstrijd voor de Melanesië Cup 1988 op 25 oktober 1988 in Honiara. Het laatste duel, een wedstrijd tijdens de Melanesië Cup 2024, vond plaats op 9 december 2024 in Honiara.

## Wedstrijden
| №  | Plaats       | Datum             | Competitie                  | Wedstrijd                  | Uitslag |
| -- | ------------ | ----------------- | --------------------------- | -------------------------- | ------- |
| 1  | Honiara      | 25 oktober 1988   | Melanesië Cup 1988          | Salomonseilanden − Vanuatu | 5 − 0   |
| 2  | Nuku'alofa   | 1 juli 1989       | Vriendschappelijk           | Vanuatu − Salomonseilanden | 4 − 1   |
| 3  | Suva         | 28 oktober 1989   | Melanesië Cup 1989          | Salomonseilanden − Vanuatu | 2 − 0   |
| 4  | Port Vila    | 3 november 1990   | Melanesië Cup 1990          | Vanuatu − Salomonseilanden | 1 − 1   |
| 5  | Lae          | 14 september 1991 | Zuid-Pacifische Spelen 1991 | Salomonseilanden − Vanuatu | 2 − 1   |
| 6  | Port Vila    | 27 juli 1992      | Melanesië Cup 1992          | Vanuatu − Salomonseilanden | 1 − 3   |
| 7  | Honiara      | 6 juli 1994       | Melanesië Cup 1994          | Salomonseilanden − Vanuatu | 4 − 0   |
| 8  | Lae          | 18 september 1996 | WK 1998 kwalificatie        | Salomonseilanden − Vanuatu | 1 − 1   |
| 9  | Luganville   | 10 september 1998 | Melanesië Cup 1998          | Vanuatu − Salomonseilanden | 3 − 1   |
| 10 | Suva         | 10 april 2000     | Melanesië Cup 2000          | Salomonseilanden − Vanuatu | 2 − 1   |
| 11 | Papeete      | 28 juni 2000      | OFC Nations Cup 2000        | Vanuatu − Salomonseilanden | 1 − 2   |
| 12 | Auckland     | 8 juni 2001       | WK 2002 kwalificatie        | Vanuatu − Salomonseilanden | 2 − 7   |
| 13 | Suva         | 1 juli 2003       | Zuid-Pacifische Spelen 2003 | Salomonseilanden − Vanuatu | 2 − 2   |
| 14 | Port Vila    | 3 april 2004      | Vriendschappelijk           | Vanuatu − Salomonseilanden | 1 − 2   |
| 15 | Port Vila    | 6 april 2004      | Vriendschappelijk           | Vanuatu − Salomonseilanden | 1 − 2   |
| 16 | Adelaide     | 29 mei 2004       | WK 2006 kwalificatie        | Vanuatu − Salomonseilanden | 0 − 1   |
| 17 | Apia         | 1 september 2007  | WK 2010 kwalificatie        | Vanuatu − Salomonseilanden | 0 − 2   |
| 18 | Apia         | 7 september 2007  | WK 2010 kwalificatie        | Salomonseilanden − Vanuatu | 0 − 2   |
| 19 | Honiara      | 7 juli 2008       | Vriendschappelijk           | Salomonseilanden − Vanuatu | 1 − 2   |
| 20 | Honiara      | 7 juli 2011       | Vriendschappelijk           | Salomonseilanden − Vanuatu | 2 − 1   |
| 21 | Honiara      | 9 juli 2011       | Vriendschappelijk           | Salomonseilanden − Vanuatu | 0 − 0   |
| 22 | Port Vila    | 27 juli 2011      | Vriendschappelijk           | Vanuatu − Salomonseilanden | 0 − 0   |
| 23 | Port Vila    | 30 juli 2011      | Vriendschappelijk           | Vanuatu −Salomonseilanden  | 2 − 0   |
| 24 | Nouméa       | 1 september 2011  | Pacifische Spelen 2011      | Vanuatu − Salomonseilanden | 1 − 0   |
| 25 | Port Moresby | 28 mei 2016       | WK 2018 kwalificatie        | Vanuatu − Salomonseilanden | 0 − 1   |
| 26 | Port Vila    | 15 december 2017  | Vriendschappelijk           | Vanuatu − Salomonseilanden | 3 − 2   |
| 27 | Honiara      | 18 maart 2019     | Vriendschappelijk           | Salomonseilanden − Vanuatu | 3 − 1   |
| 28 | Lautoka      | 23 maart 2023     | Vriendschappelijk           | Salomonseilanden − Vanuatu | 2 − 0   |
| 29 | Nouméa       | 11 oktober 2023   | Melanesië Cup 2023          | Salomonseilanden − Vanuatu | 1 − 0   |
| 30 | Port Vila    | 15 juni 2024      | OFC Nations Cup 2024        | Salomonseilanden − Vanuatu | 0 − 1   |
| 31 | Honiara      | 9 december 2024   | Melanesië Cup 2024          | Salomonseilanden − Vanuatu | 4 − 1   |

## Samenvatting
| Competitie                | Totaal gespeeld | Winst Salomonseilanden | Gelijk | Winst Vanuatu | Doelsaldo Salomonseilanden – Vanuatu |
| ------------------------- | --------------- | ---------------------- | ------ | ------------- | ------------------------------------ |
| WK-kwalificatie           | 6               | 4                      | 1      | 1             | 12 − 5                               |
| OFC Nations Cup           | 2               | 1                      | 0      | 1             | 2 − 2                                |
| Melanesië Cup             | 9               | 7                      | 1      | 1             | 23 − 7                               |
| (Zuid-) Pacifische Spelen | 3               | 1                      | 1      | 1             | 4 − 4                                |
| Vriendschappelijk         | 11              | 5                      | 2      | 4             | 15 − 15                              |
| Totaal                    | 31              | 18                     | 5      | 8             | 56 − 33                              |

SIFF · 
Salomonseilands vrouwenelftal
Interlands
Tegenstander:
Amerikaans-Samoa ·
Australië ·
Cookeilanden ·
Fiji ·
Guam ·
Hongkong ·
Macau ·
Maleisië ·
Nieuw-Caledonië ·
Nieuw-Zeeland ·
Papoea-Nieuw-Guinea ·
Samoa ·
Singapore ·
Taiwan ·
Tahiti ·
Tonga ·
Vanuatu
VFF · 
Vanuatuaans vrouwenelftal
Interlands
Tegenstander:
Amerikaans-Samoa ·
Australië ·
Brunei ·
Cookeilanden ·
Estland ·
Fiji ·
Guam ·
Guinee ·
India ·
Indonesië ·
Libanon ·
Mongolië ·
Nieuw-Caledonië ·
Nieuw-Zeeland ·
Papoea-Nieuw-Guinea ·
Salomonseilanden ·
Samoa ·
Tahiti ·
Tonga